# Mucho Lucho
Mucho Lucho fue un programa de televisión chileno del tipo estelar. Fue conducido por el cantante y animador Luis Jara. Se transmitió por Canal 13 desde el martes 7 de octubre de 2003, cuya cuarta y última temporada se emitió en 2006.

## Historia
Fue un estelar de entrevistas donde se invitaban a figuras de la televisión y del espectáculo. Además contó con secciones como Vidas cruzadas donde el programa intercambiaba los roles de dos personas durante un día, en el cual el uno debía realizar la vida del otro, y los actores y humoristas Daniel Alcaíno y Renata Bravo se disfrazaban e imitaban a personajes de la contingencia, haciendo parodias de ellos, entre los que han imitado se encuentran Eduardo Cruz Johnson y Paulina Nin de Cardona, Robbie Williams y la productora, Negro Piñera y Belén Hidalgo, Augusto Pinochet y Patricia Maldonado, entre otros.
El martes 30 de diciembre de 2003 y debido a un problema cardiovascular del conductor oficial Luis Jara, la conducción de Mucho Lucho por ese día estuvo a cargo del periodista Iván Valenzuela.
En la segunda temporada de Mucho Lucho, Luis Jara tuvo una fallida entrevista al cantante inglés Robbie Williams el 25 de noviembre de 2004, debido a problemas con la mánager de Robbie Williams (la mujer que lo acompañó a la entrevista) y el poco inglés que manejaba el conductor. El capítulo donde supuestamente se iba a mostrar la entrevista, mostró a Luis Jara reflexionando y comentando lo sucedido aquel día. La situación es considerada un momento de culto de la televisión y la cultura pop chilena y recordada hasta el día de hoy.

## Invitados
- Cecilia Bolocco
- Raquel Argandoña
- Robbie Williams
- Rocío Marengo
- Mario Guerrero
- Mario Kreutzberger "Don Francisco"
- Carolina "Pampita" Ardohaín
- Viví Rodríguez
- Ana Paula Arósio
- Douglas
- Daniel Alcaíno
- Renata Bravo
- Álex Ubago
- Nicole Neumann
- Álvaro Salas
- Reynaldo Gianecchini
- Soledad Bacarreza
- Leandro Martínez
- Jorge Lanata
- Felipe Pigna
- Pamela Villalba
- Diego Armando Maradona
- Miranda
- Kudai
- Carlos Menem
- Ricky Martin
- Graciela Alfano
- Sergio Lagos
- Nicolas Massú
- Fernando González
- Silvina Luna